# Там, где сердце (фильм)
«Там, где сердце» (англ. Where the Heart Is) — художественный фильм по мотивам романа Билли Леттс.

## Сюжет
17-летняя беременная девочка Новали едет из Теннесси в Калифорнию вместе со своим бойфрендом. Однако в маленьком оклахомском городке Секвойя парень решает бросить подружку прямо в магазине Wal-Mart. Денег у Новали нет, да и делать она ничего не умеет. Девочка находит оригинальный выход: она прячется в магазине и тайно живёт здесь до тех пор, пока у неё не появляется на свет ребёнок. Новали даёт дочке имя Америкус и решает растить её в Секвойе, где так много странных, но милых и добрых людей…

## В ролях
| Актёр           | Роль               |
| --------------- | ------------------ |
| Натали Портман  | Новали Нэйшн       |
| Кит Дэвид       | Мозес Уайткоттен   |
| Салли Филд      | Мама Лил           |
| Эшли Джадд      | Лекси Куп          |
| Джоан Кьюсак    | Рут Мейерс         |
| Стокард Чэннинг | Тельма             |
| Дилан Бруно     | Вилли Джек Пиккенс |
| Джеймс Фрэйн    | Форни Халл         |
| Джимм Бивер     |                    |